# クリストフェル・ピールソン
クリストフェル・ピールソン（Christoffel Pierson、1631年2月19日 – 1714年8月11日）はオランダの画家である。風景画、風俗画などを描いたが、「トロンプ・ルイユ」と呼ばれる本物と錯覚させる写実的な静物画を描いたことでも知られる。1897年にオランダの首相になったニコラス・ピールソン(Nicolaas Gerard Pierson: 1839-1909)の祖先にあたる。

## 略歴
デン・ハーグで生まれた。商人の両親から仕事を継ぐために、特に語学を学ばされて、家の仕事に就いた。絵が好きであったので、19歳の時、3歳ほど年上の画家、バルトロメウス・メイブルク(Bartholomeus Meyburgh)と知り合い、絵を学んだ 。1652年に結婚した。1653年にメイブルフとドイツを旅し、三十年戦争の後、ドイツに留まっていたスウェーデンの将軍、カール・グスタフ・ウランゲル(Carl Gustaf Wrangel)の肖像画を描きその技量に感心したウランゲルからスウェーデン女王クリスティーナの宮廷画家になるように勧められたが、それは断った。
オランダに戻ると、ゴーダに移り、1654年に市民権を得た。様々なジャンルの作品を描き、アントニー・レーマンス(Anthonie Leemans)やヨハンネス・レーマンス(Johannes Leemans)の影響を受けて、トロンプ・ルイユの作品を描き、人気を得た。ゴーダの教会のステンドグラスの修復にも係わった。1654年に何人かの子供たちが病気で亡くなり、1679年に最初の妻が亡くなった後、1680年にスヒーダム (Schiedam) に移り再婚し、1687年に2度目の妻が亡くなると1690年に3度目の結婚をした。1692年にまたゴーダに移り、そこで亡くなった。
作品はハールレムのフランス・ハルス美術館やニュルンベルクのゲルマン国立博物館に収蔵されている。

## 作品

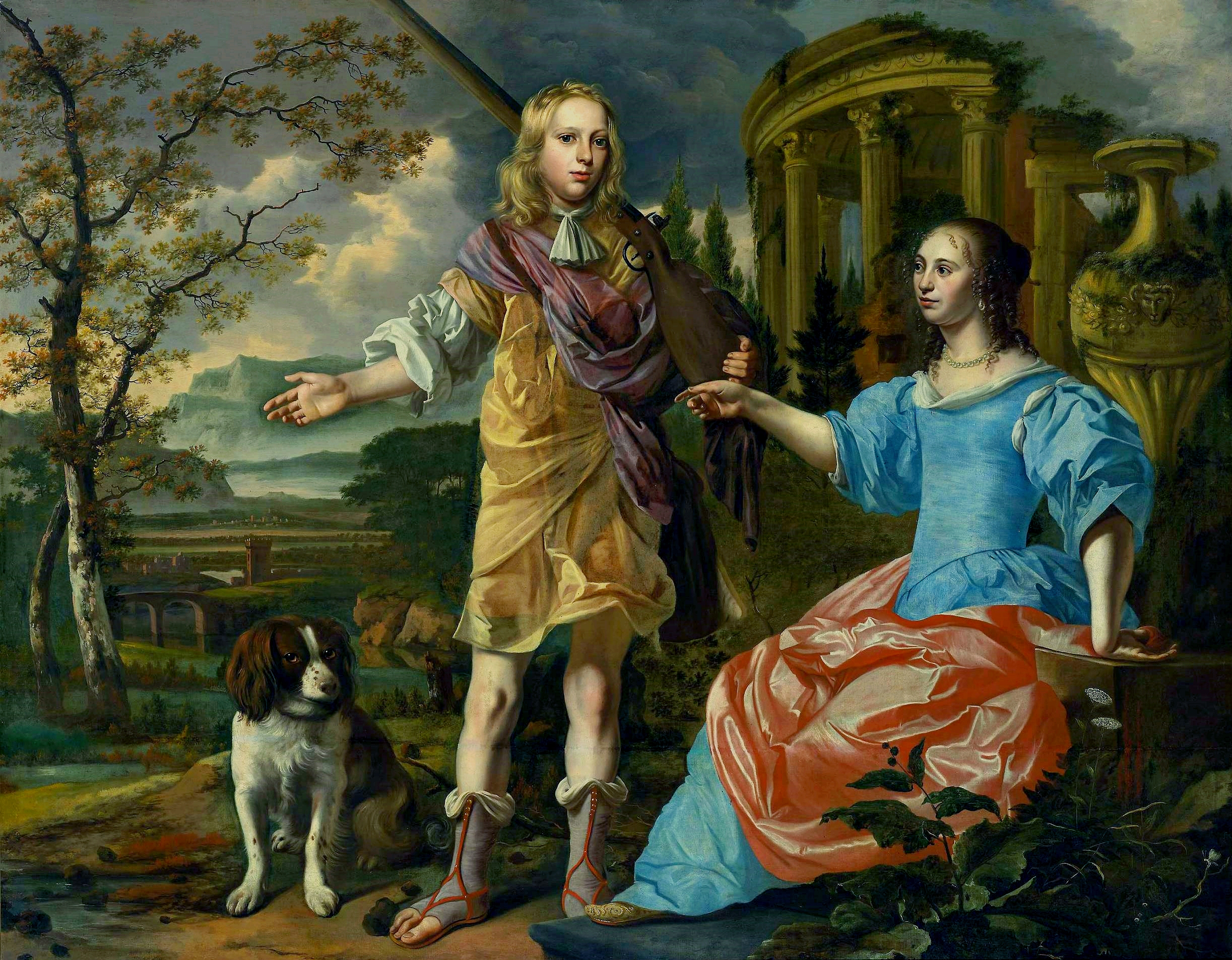
若い夫婦の肖像画 ワルシャワ国立美術館 蔵
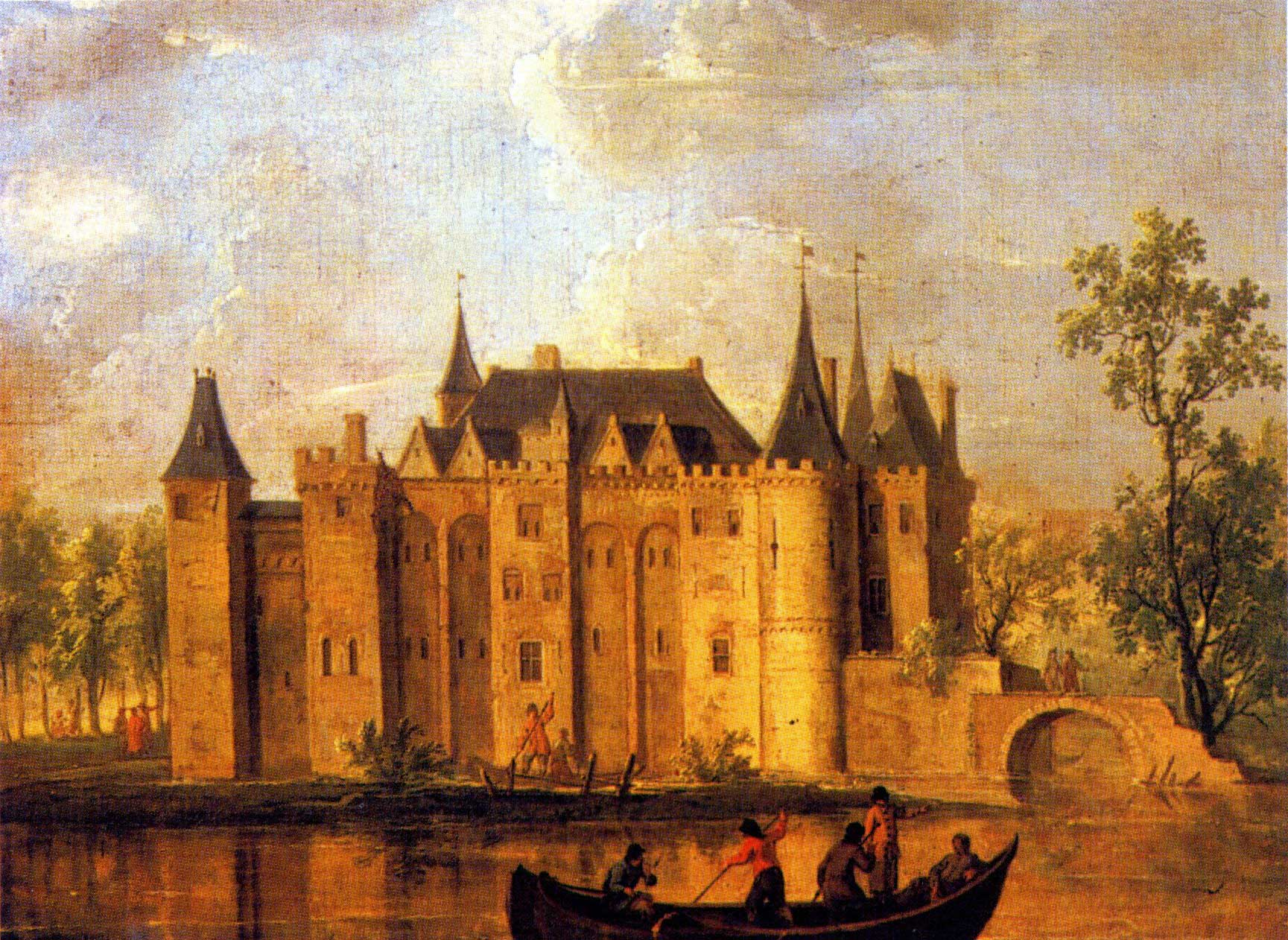
ゴーダ城 ゴーダ美術館 蔵
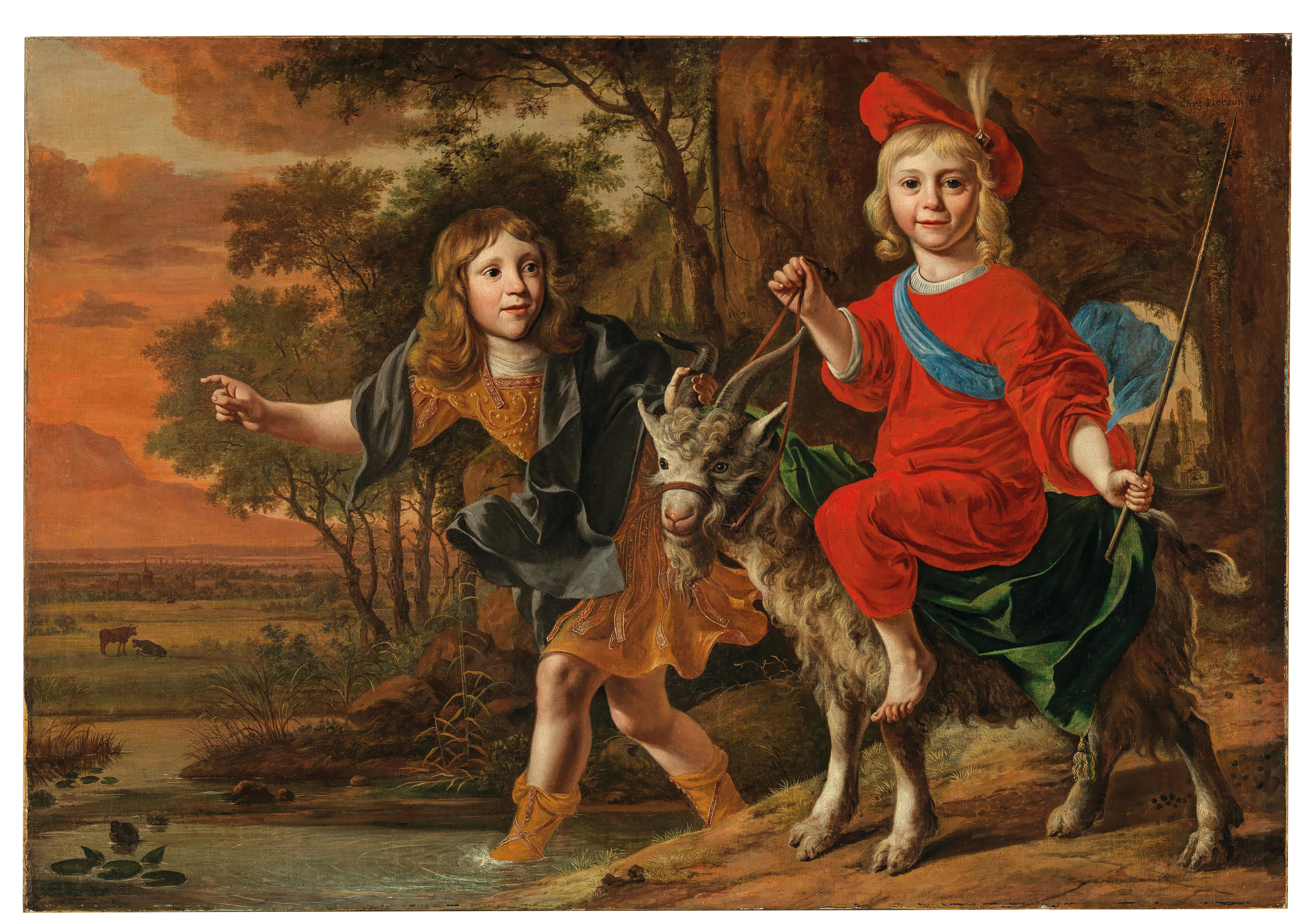
子供たちとヤギ (1670)
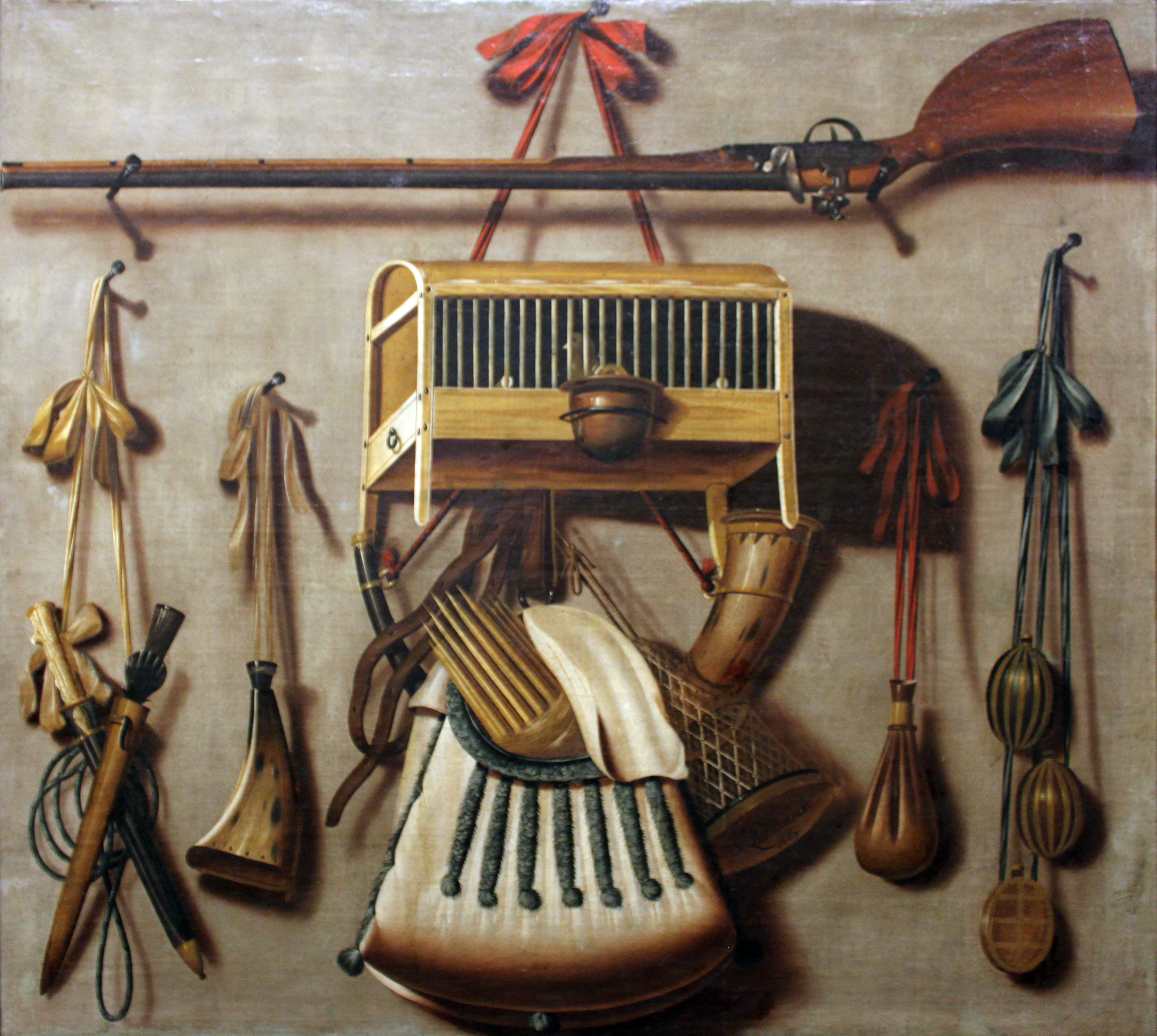
トロンプ・ルイユ(1699) ゲルマン国立博物館 蔵
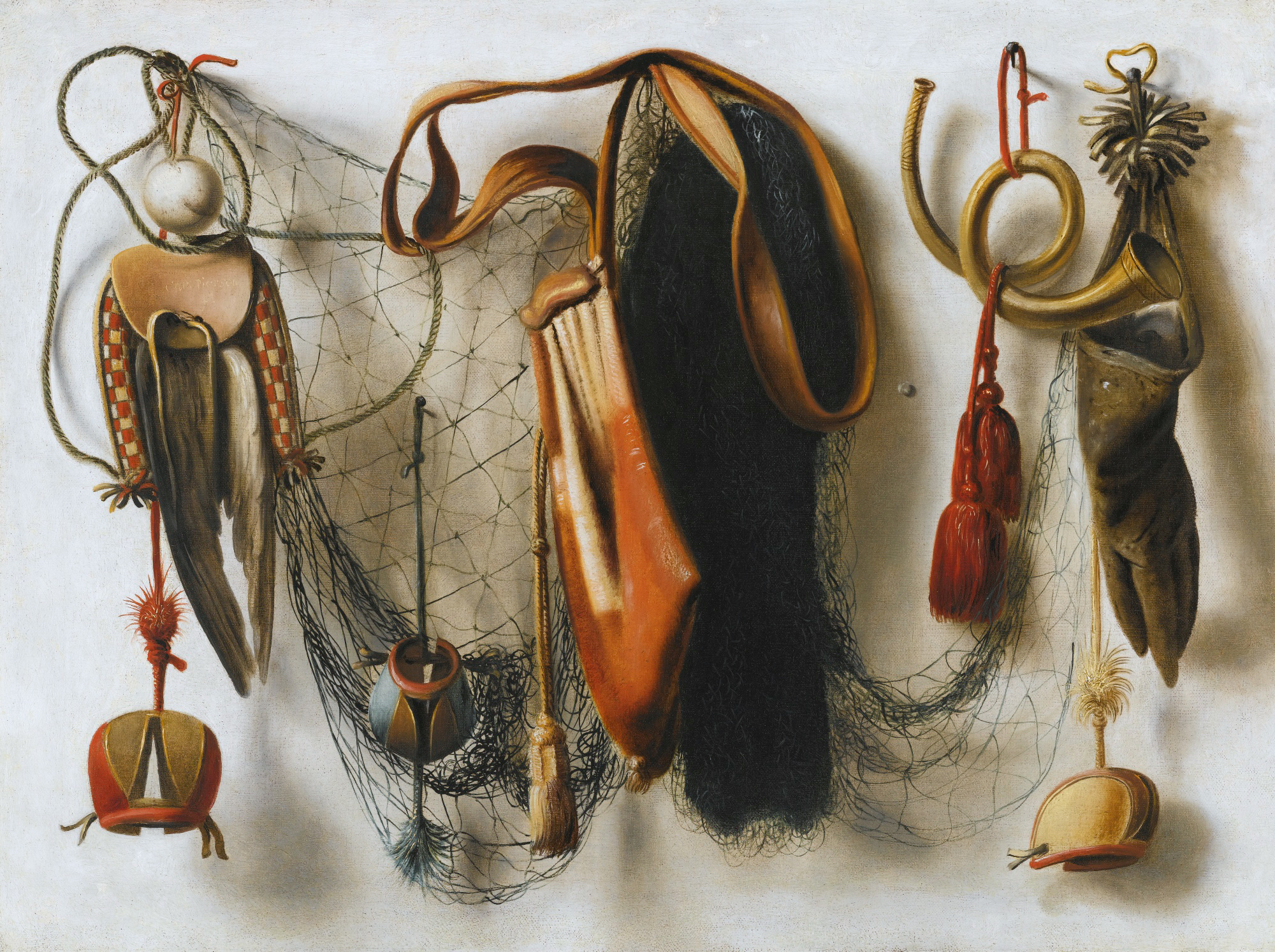
トロンプ・ルイユ
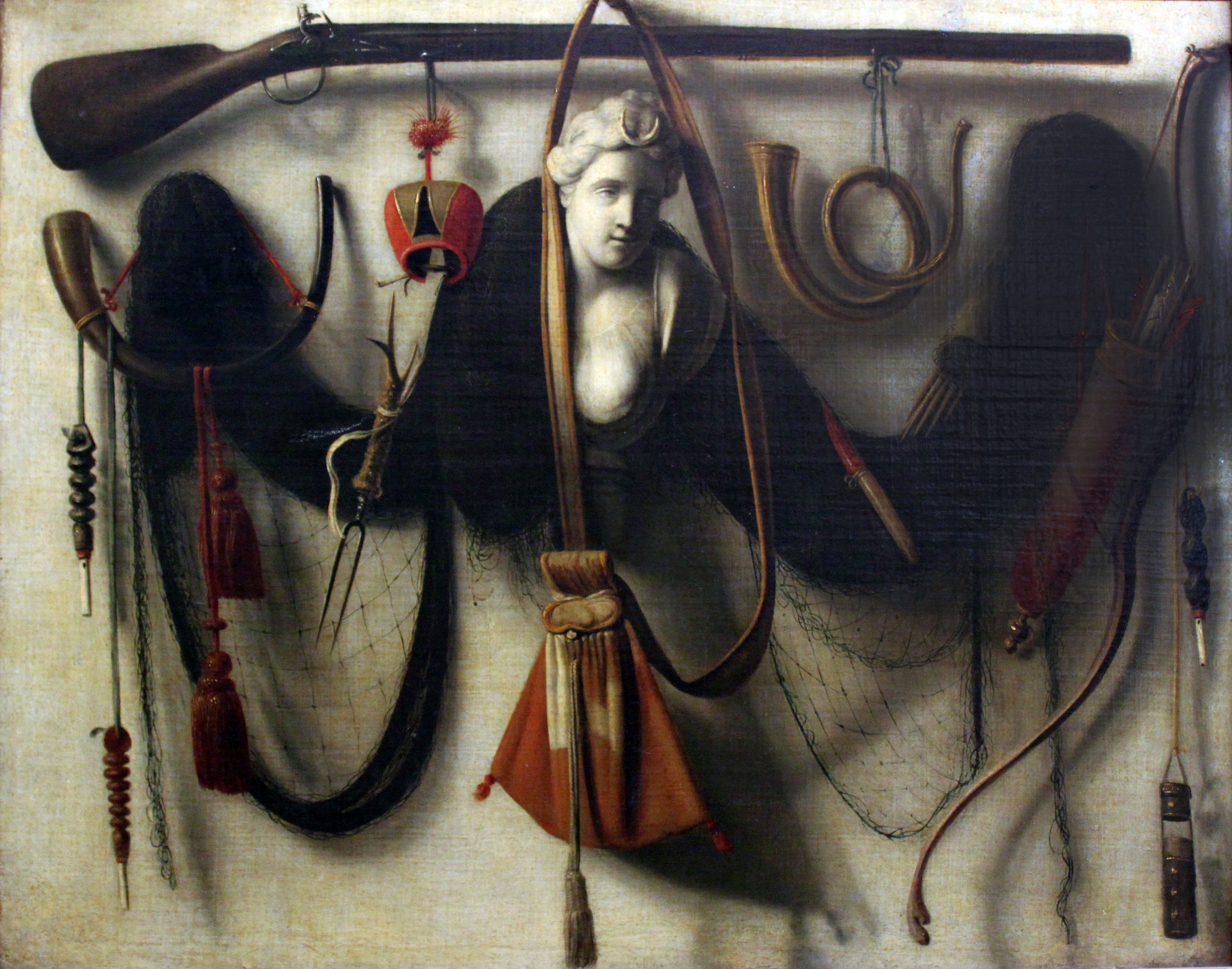
トロンプ・ルイユ ゲルマン国立博物館 蔵